# Base Petrel
La base Petrel è una base antartica argentina che si trova sull'Isola Dundee, al largo della penisola Antartica..

## Storia
Il primo insediamento argentino nella zona è stato inaugurato il 18 marzo 1952, come rifugio. Il 22 febbraio 1967 la struttura è stata presa in gestione dalla marina argentina. Nell'inverno 1974 la stazione è stata evacuata a seguito di un incendio. Nel febbraio 1978 è stata trasformata in una base estiva.
La base ha svolto osservazioni meteorologiche dal 1967 e si è dedicata allo studio della glaciologia.